# Джална
Джа́лна (англ. Jalna) — город в индийском штате Махараштра. Административный центр округа Джална. Средняя высота над уровнем моря — 488 метров. По данным всеиндийской переписи 2001 года, в городе проживало 235 529 человек, из которых мужчины составляли 52 %, женщины — соответственно 48 %. Уровень грамотности взрослого населения составлял 64 % (при общеиндийском показателе 59,5 %). 15 % населения было моложе 6 лет.